# Cenchrus
Genre
Synonymes
- Amphochaeta Andersson (1855)
- Beckeropsis Fig. & De Not. (1853)
- Catatherophora Steud. (1829)
- Cenchropsis Nash (1903)
- Echinaria Fabr. (1759), rejected name not Desf. 1799
- Eriochaeta Fig. & De Not. (1853)
- Gymnotrix P.Beauv. (1812)
- Kikuyuochloa H.Scholz (2006)
- Lloydia Delile (1844), nom. illeg.
- Odontelytrum Hack. (1898)
- Penicillaria Willd. (1809)
- Pennisetum Rich. (1805)
- Pseudochaetochloa Hitchc. (1924)
- Raram Adans. (1763)
- Runcina Allamand (1770)
- Sericura Hassk. (1842)

Cenchrus est un genre végétal de la famille des Poaceae.

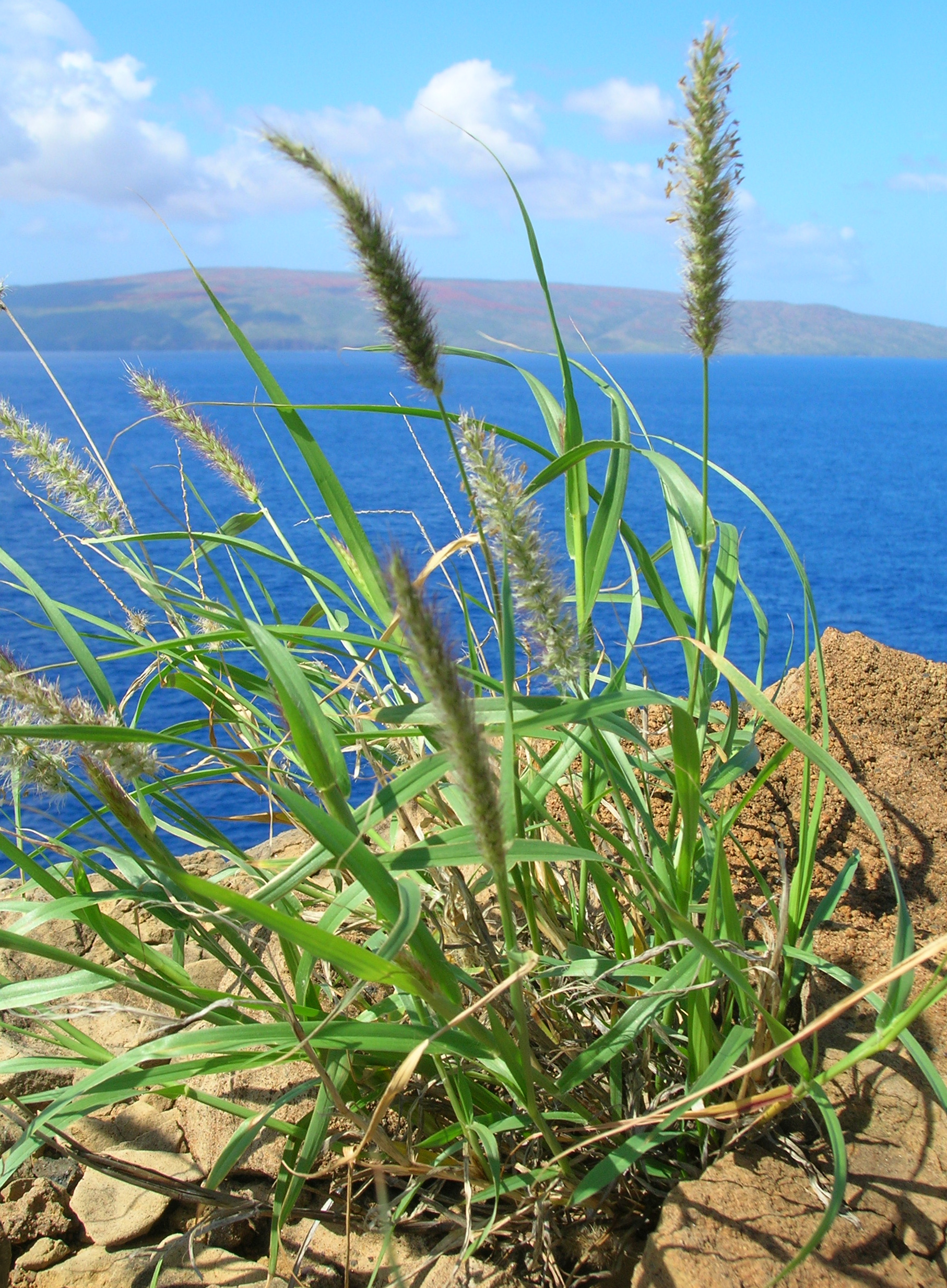
Détail d'un plant de Cenchrus ciliaris

## Ensemble des espèces
Selon World Checklist of Selected Plant Families (WCSP) (12 février 2021)
- Cenchrus abyssinicus (Hack.) Morrone, 2010
- Cenchrus agrimonioides Trin., 1826
- Cenchrus alopecuroides (L.) Thunb., 1794
- Cenchrus americanus (L.) Morrone, 2010
- Cenchrus annuus (Mez) Morrone, 2010
- Cenchrus arnhemicus (F.Muell.) Morrone, 2010
- Cenchrus articularis (Trin.) M.W.Tornab. & W.L.Wagner, 2013
- Cenchrus basedowii (Summerh. & C.E.Hubb.) Morrone, 2010
- Cenchrus beckeroides (Leeke) ined.
- Cenchrus brevisetosus (B.K.Simon) B.K.Simon, 2010
- Cenchrus biflorus Roxb. (1820)
- Cenchrus brownii Roem. & Schult., 1817
- Cenchrus cafer (Bory) Veldkamp, 2014
- Cenchrus caliculatus Cav., 1799
- Cenchrus caudatus (Schrad.) Kuntze, 1898
- Cenchrus chilensis (É.Desv.) Morrone, 2010
- Cenchrus ciliaris L., 1771
- Cenchrus clandestinus (Hochst. ex Chiov.) Morrone, 2010
- Cenchrus complanatus (Nees) Morrone, 2010
- Cenchrus × cupreus (Thorpe) Govaerts, 2018
- Cenchrus distichophyllus Griseb., 1866
- Cenchrus distichophyllus Griseb., 1866
- Cenchrus divisus (J.F.Gmel.) Verloove, Govaerts & Buttler, 2014
- Cenchrus domingensis (Spreng. ex Schult.) Morrone, 2010
- Cenchrus durus  (Beal) Morrone, 2010
- Cenchrus echinatus L., 1753
- Cenchrus elegans (Hassk.) Veldkamp, 2014
- Cenchrus elymoides F.Muell., 1873
- Cenchrus exiguus (Mez) ined..
- Cenchrus flaccidus (Griseb.) Morrone, 2010
- Cenchrus flexilis (Mez) Morrone, 2010
- Cenchrus foermerianus (Leeke) Morrone, 2010
- Cenchrus geniculatus Thunb., 1794
- Cenchrus glaucifolius (Hochst. ex A.Rich.) ined.
- Cenchrus gracilescens (Hochst.) ined.
- Cenchrus gracillimus Nash, 1895
- Cenchrus henryanus (F.Br.) M.W.Tornab. & W.L.Wagner, 2013
- Cenchrus hohenackeri (Hochst. ex Steud.) Morrone, 2010
- Cenchrus hordeoides (Lam.) Morrone, 2010
- Cenchrus incertus M.A.Curtis, 1837
- Cenchrus lanatus (Klotzsch) Morrone, 2010
- Cenchrus latifolius (Spreng.) Morrone, 2010
- Cenchrus laxius (Clayton) ined.
- Cenchrus ledermannii (Mez) ined.
- Cenchrus longisetus M.C.Johnst., 1963
- Cenchrus longispinus (Hack.) Fernald, 1943
- Cenchrus longissimus (S.L.Chen & Y.X.Jin) Morrone, 2010
- Cenchrus × longistylus (Hochst. ex A.Rich.) Thulin & S.M.Phillips, 2015
- Cenchrus massaicus (Stapf) Morrone, 2010
- Cenchrus mezianus (Leeke) Morrone, 2010
- Cenchrus michoacanus H.F.Gut. & Morrone, 2012
- Cenchrus mitis Andersson, 1864
- Cenchrus monostigma (Pilg.) Morrone, 2010
- Cenchrus multiflorus J.Presl, 1830
- Cenchrus mutilatus Kuntze, 1898
- Cenchrus myosuroides Kunth, 1816
- Cenchrus nanus (Engl.) ined.
- Cenchrus nervosus (Nees) Kuntze, 1898
- Cenchrus nodiflorus (Franch.) Zon
- Cenchrus nubicus (Hochst.) ined.
- Cenchrus occidentalis (Chase) Morrone, 2010
- Cenchrus orientalis (Rich.) Morrone, 2010
- Cenchrus palmeri Vasey (1889)
- Cenchrus pauper (Steud.) Morrone, 2010
- Cenchrus pedicellatus (Trin.) Morrone, 2010
- Cenchrus pennisetiformis Steud. (1854)
- Cenchrus peruvianus (Trin.) Morrone, 2010
- Cenchrus petiolaris (Hochst.) Morrone, 2010
- Cenchrus pilcomayensis (Mez) Morrone, 2010
- Cenchrus pilosus Kunth, 1816
- Cenchrus pirottae (Chiov.) ined.
- Cenchrus platyacanthus Andersson, 1854
- Cenchrus preslii (Kunth) ined.
- Cenchrus prieurii (Kunth) Maire, 1931
- Cenchrus procerus (Stapf) Morrone, 2010
- Cenchrus prolificus (Chase) Morrone, 2010
- Cenchrus pseudotriticoides (A.Camus) ined.
- Cenchrus pumilus (Hack.) ined.
- Cenchrus purpureus (Schumach.) Morrone, 2010
- Cenchrus qianningensis (S.L.Zhong) Morrone, 2010
- Cenchrus ramosus (Hochst.) Morrone, 2010
- Cenchrus rigidus (Griseb.) Morrone, 2010
- Cenchrus riparius (Hochst. ex A.Rich.) Morrone, 2010
- Cenchrus robustus R.D.Webster, 1987
- Cenchrus sagittatus (Henrard) Morrone, 2010
- Cenchrus schweinfurthii (Pilg.) ined.
- Cenchrus setaceus (Forssk.) Morrone, 2010
- Cenchrus setiger Vahl, 1806
- Cenchrus setosus Sw., 1788
- Cenchrus shaanxiensis (S.L.Chen & Y.X.Jin) Morrone, 2010
- Cenchrus sichuanensis (S.L.Chen & Y.X.Jin) Morrone, 2010
- Cenchrus sieberianus (Schltdl.) Verloove, 2012
- Cenchrus somalensis Clayton, 1977
- Cenchrus sphacelatus (Nees) Morrone, 2010
- Cenchrus spinifex Cav., 1799
- Cenchrus squamulatus (Fresen.) Morrone, 2010
- Cenchrus stramineus (Peter) Morrone, 2010
- Cenchrus tempisquensis (R.W.Pohl) Morrone, 2010
- Cenchrus thulinii (S.M.Phillips) Morrone, 2010
- Cenchrus trachyphyllus (Pilg.) Morrone, 2010
- Cenchrus tribuloides L., 1753
- Cenchrus trisetus (Leeke) Morrone, 2010
- Cenchrus tristachyus (Kunth) Kuntze, 1898
- Cenchrus uliginosus (Hack.) ined.
- Cenchrus unisetus (Nees) Morrone, 2010
- Cenchrus violaceus (Lam.) Morrone, 2010
- Cenchrus weberbaueri (Mez) Morrone, 2010
- Cenchrus yemensis (Deflers) ined.